# داستان آوریل
داستان آوریل (ژاپنی: 四月物語) فیلمی در ژانر رمانتیک به کارگردانی شونجی ایوای است که در سال ۱۹۹۸ منتشر شد. از بازیگران آن می‌توان به تاکاکو ماتسو و سی‌یچی تانابه اشاره کرد.

## داستان
اوزوکی نیرنو، دختری خجالتی اهل حومه شمال هوکایدو، خانواده‌اش را ترک می‌کند و سوار قطاری می‌شود که به مقصد توکیو می‌رود تا بتواند در دانشگاه مورد نظرش شرکت کند و نزدیک به پسری باشد که عاشقش شده بود و از زادگاهش به توکیو نقل مکان کرد.